# 陈杰诚
陈杰诚（1962年6月26日—），男，浙江乐清人，中国数学家，现任浙江师范大学教授、博士生导师。主要从事基础数学调和分析方面的研究。

## 生平
1981年本科毕业于杭州大学数学系，同年考取本校硕士研究生，1987年获本校博士学位，后留校任教。所学专业为基础数学，师从王斯雷教授，博士学位论文《非负Ricci曲率完备Riemann流形上的热核及其应用》。1985年5月加入中国共产党。1992年晋升教授，1994年获评博士生导师。曾获得“做出突出贡献的中国博士学位获得者”“浙江省十大杰出青年”等荣誉。1993年开始享受国务院政府特殊津贴。